# Asada Gōryū
Asada Gōryū (kanji: 麻田剛立; hiragana: あさだごうりゅう)  (1734 - 1799) fue un astrónomo japonés que ayudó a introducir los métodos e instrumentos astronómicos modernos en Japón.

## Semblanza
Asada pasó una gran parte de su carrera en la floreciente ciudad comercial de Osaka, donde practicaba la medicina.
Debido a la política japonesa de reclusión, las teorías científicas occidentales eran generalmente asequibles solo a través de trabajos obsoletos editados por los misioneros Jesuitas en China. Sin embargo Asada logró construir sofisticados modelos matemáticos de los movimientos celestes, e incluso a veces se dice que descubrió de manera independiente la Tercera ley de Kepler.

## Eponimia
- El cráter lunar Asada lleva este nombre en su memoria.[2]